# Ypypuera crucifera
Ypypuera crucifera là một loài nhện trong họ Hersiliidae. Chúng được miêu tả năm 1924 bởi Vellard.